# Allenstein-Affäre
Als Allenstein-Affäre oder auch Allensteiner Offizierstragödie wurde ein Mordfall im Jahr 1907 in der damaligen ostpreußischen Garnisonsstadt Allenstein (heute Olsztyn, Polen) bekannt. Der Mord war Ergebnis einer Liebesaffäre und ereignete sich im Kontext des wilhelminischen Militarismus. Der Tat folgten ein Suizid und ein Gerichtsprozess. Der Fall erregte die Gemüter der gesellschaftlichen Oberschicht und wurde in der internationalen Presse verfolgt. Er führte auch zu Diskussionen über die Strafminderung bei verminderter Zurechnungsfähigkeit (bis 1933 wurde im Reichsstrafgesetzbuch nur zwischen Zurechnungsfähigkeit und Unzurechnungsfähigkeit unterschieden).

## Verlauf
Der damals 37-jährige Hauptmann Hugo von Goeben, Sohn eines Gutsbesitzers, wurde im Dezember 1906 als Chef der 3. Batterie zum Masurischen Feldartillerie-Regiment Nr. 73 (Unterstellung: 37. Feldartillerie-Brigade bei der 37. Division) in die Garnisonsstadt Allenstein versetzt. Vorher hatte er im Zweiten Burenkrieg in Südafrika im deutschen Freikorps Deutsches Kommando Johannesburg gegen britische Truppen gekämpft. Nach diesem Kampfeinsatz war er wieder in die deutsche Armee eingetreten und entsandt worden, um den Sultan des osmanischen Reiches beim drohenden Balkankrieg zu beraten und bei der Niederschlagung des Ilinden-Preobraschenie-Aufstandes 1903 zu unterstützen.
In Allenstein lernte von Goeben 1907 auf einem Kostümball die attraktive Frau des ebenfalls hier stationierten Majors August von Schoenebeck kennen, der als Stabsoffizier beim Ostpreußischen Dragoner-Regiment Nr. 10 (Unterstellung: 37. Kavallerie-Brigade, ebenfalls 37. Division) Dienst tat. Von Schoenebeck war passionierter Jäger und ging diesem Hobby intensiv nach. Seine Frau vernachlässigte er, die Eheleute hatten sich entfremdet; eine Scheidung lehnte der Offizier allerdings ab. Antonie von Schoenebeck, geboren 1876 in Görlitz als Antonie Lüders (nach einer anderen Quelle: geborene Liebert), Mutter von zwei Kindern, hatte zu dem Zeitpunkt des Zusammentreffens mit Goeben bereits mehrfach Liebschaften in Allenstein unterhalten. Sie begann auch mit ihm ein Verhältnis, wobei sie vortäuschte, unter der angeblichen Rohheit ihres Mannes zu leiden. Von Goeben verliebte sich in sie und wollte ihr aus der vermeintlich unerträglichen Lage helfen. Am zweiten Weihnachtstag des Jahres 1907 drang er nachts in das Quartier von Schoenebecks im damaligen Allensteiner Offiziercasino ein und tötete den Major mit einem Kopfschuss aus einer Duellpistole. Ein Soldat fand von Schoenebeck am Morgen mit einer neben ihm liegenden Dienstwaffe, so dass kurzzeitig ein Suizid vermutet wurde. Die Beisetzung des Majors fand am 29. Dezember 1907 auf dem evangelischen Friedhof in Allenstein statt. Das Offizierscasino, das 1912 an einen Privatmann veräußert und durch einen Neubau ersetzt wurde, bezeichnete der Volksmund fortan als „Mordvilla“.

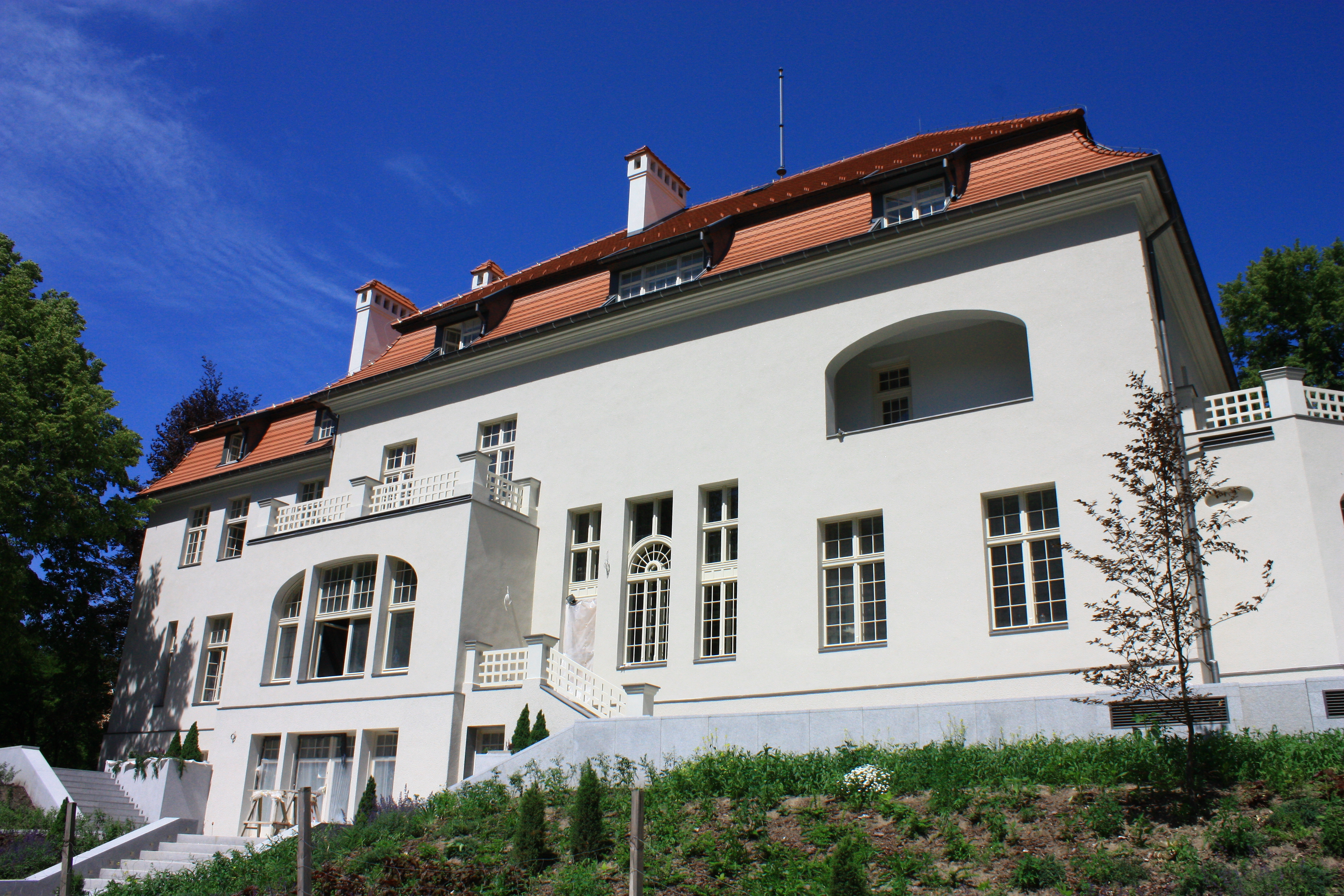
Der Neubau von 1913 an der Stelle des ehemaligen Offizierscasinos in der Altstadt von Olsztyn

Nachdem feststand, dass der tödliche Schuss nicht aus der Dienstwaffe von Schoenebecks abgefeuert worden war, kam es wenige Tage nach dem Vorfall zur Verhaftung des Tatverdächtigen von Goeben, dessen Abneigung gegen den Major bekannt war. Nachdem die in seiner Wohnung aufgefundene Mensurpistole als Tatwaffe identifiziert und belastender Schriftverkehr zwischen ihm und der Witwe abgefangen worden war, gestand er am 31. Dezember die Tat. Er sagte aus, es habe sich um ein Duell ohne Zeugen gehandelt. Da Zweifel an seiner Zurechnungsfähigkeit bestanden, wurde er zunächst in der nahegelegenen Provinzial-Heil- und Pflegeanstalt Kortau sowie danach in einem Militärkrankenhaus untersucht. Zugezogener Psychiater war Albert von Schrenck-Notzing. Ein erster Suizidversuch von Goebens scheiterte. In Verhören bestritt er anfangs eine Mitwisserschaft, Anstiftung oder Beihilfe durch seine Geliebte; später belastete er sie.
Schon zu Beginn der Ermittlungen kamen Zweifel an von Goebens Geständnis auf, da man vermutete, er wolle Antonie von Schoenebeck schützen und entlasten. Daher wurde Antonie von Schoenebeck bereits am 31. Dezember 1907 verhaftet.
Der in Allenstein abzuhaltende Militärgerichtsprozess gegen Hugo von Goeben wurde zweimal verschoben, der Termin schließlich auf Mitte März 1908 festgelegt. Zwei Wochen vor dem Prozess (2. März 1908) beging er im Militärgefängnis Suizid, indem er sich mit einem stumpfen Messer, das ihm zum Abendessen gegeben worden war, den Hals aufschnitt. Seine Bestattung fand am 5. März statt.
Antonie von Schoenebeck wurde nach ihrer Verhaftung ebenfalls über mehrere Monate in der Kortauer Psychiatrie untergebracht. Gegen eine Kaution von 50.000 Mark (entspricht heute ungefähr 340.000 EUR) wurde sie aus der Haft entlassen. Nach einer langen Voruntersuchung – die Beweisaufnahme erwies sich als schwierig, da der einzige Zeuge (von Goeben) nicht mehr lebte – wurde sie am 6. Juni 1910 wegen Beihilfe und Anstiftung zum Mord vor Gericht gestellt. Neben anderen vertraten sie die Berliner Strafverteidiger Erich Sello und Walter Bahn. Noch vor Abschluss des Verfahrens heiratete von Schoenebeck den Schriftsteller Alexander Otto Weber. Am 22. Verhandlungstag wurde der Prozess im Jahr 1910 wegen Verhandlungsfähigkeit der Angeklagten vorläufig eingestellt und später nicht mehr aufgenommen; die Kaution wurde dem wegen Geisteskrankheit als Vormund bestellten Rechtsanwalt übergeben. Antonie von Schoenebeck-Weber heiratete später Webers Bruder Fritz, einen Bankier. Sie starb 1931 in Rapallo.

## Berichterstattung und Folgen
Der bekannte und umstrittene Journalist Maximilian Harden publizierte in der von ihm herausgegebenen Zeitschrift Die Zukunft im Sommer 1910 nacheinander drei Artikel zum Fall, in denen er sehr detailliert aus sexualpathologischer Sicht auf den Täter Hugo von Goeben einging. Sein Kollege Karl Kraus attackierte ihn dafür; das Gericht warf ihm später vor, eine unzüchtige Schrift verfasst und verbreitet zu haben.
Alle großen Zeitungen Deutschlands berichteten über den Mordfall. Auch viele Zeitschriften griffen den Vorfall auf. Die Kulturzeitschrift Der Sturm titelte am 30. Juni 1910 unter einer ganzseitigen Karikatur des kopflosen von Goeben: Verzweiflungsscene aus dem Drama von Allenstein. Die Satirezeitschrift Der wahre Jacob brachte zum Fall in den Januar- und März-Ausgaben 1908 einen Spottreim („Justitia“) zur bequemen Fahrt der Witwe ins Untersuchungsgefängnis und unter der Überschrift „v. Arnim-Schnodderheim an v. Below-Pleitenburg“ eine Glosse in Form eines fiktiven Briefes zum Skandal.
Ebenso griff die internationale Presse den Fall auf. So titelte die New York Times am 3. März 1908: “Von Goeben a suicide. German Captain who killed Major von Schoenbeck cuts his throat” (New York Times, deutsch: „Von Goeben begeht Selbstmord. Deutscher Hauptmann, der Major von Schönbeck getötet hatte, schneidet sich die Kehle durch“). Die Tageszeitung The Advertiser im australischen Adelaide brachte am 5. März 1910 einen Artikel unter der Überschrift „Murder and adultery. Faithless wife’s arrest“. Le Figaro beschrieb am 25. Juni 1910 detailliert die Leumundsaussagen von Kameraden über von Goeben.
Auch die Verfahrensweise im Prozess gegen die Witwe, u. a. als „Allensteiner Justizdrama“ bezeichnet, sorgte für großes Aufsehen. Selbst im Preußischen Abgeordnetenhaus wurde in dem Zusammenhang die Gleichbehandlung vor Gericht ohne Rücksicht auf den Stand der Betroffenen thematisiert. Auch erkannte man die Notwendigkeit gesetzlicher Bestimmungen bezüglich einer Strafminderung bei verringerter Zurechnungsfähigkeit.

## Literarische Verarbeitung
Paul Lindau veröffentlichte 1909 das Drama von Allenstein als Kapitel seines Werks Ausflüge ins Kriminalistische. Die Schriftstellerin Sybille Bedford, eine Nichte des ermordeten Majors, verarbeitete den Fall zu dem Roman A Legacy, der 1956 erschien. Unter dem Titel Ein Vermächtnis gab ihn Die Andere Bibliothek im Jahr 2003 in einer Neuübersetzung heraus. Rund 20 Jahre nach dem Vorgang hatte auch Friedrich von Oppeln-Bronikowski, Übersetzer und Schriftsteller, ein Manuskript zu einem Roman verfasst, der auf den Allensteiner Vorgängen basierte. Er fand jedoch keinen Verlag. Im Jahr 2012 veröffentlichte sein Nachkomme, Friedrich-Wilhelm von Oppeln-Bronikowski, das Werk unter dem Titel Der Exot im Schneesturm-Verlag (Itzehoe).